# Théodore Lissignol
Théodore Lissignol (* 25. Januar 1820 in Carouge; † 29. März 1886 in Paris; heimatberechtigt in Carouge) war ein Schweizer Vermessungstechniker, Jurist und Politiker.

## Leben

### Familie
Théodore Lissignol war der Sohn von Alexandre Lissignol (* 7. Januar 1782; † 1852), Offizier in französischen Diensten und späterer Maler und Lehrer und dessen Ehefrau Elizanne, die Tochter des Gerbers Pierre Bernard; er hatte noch einen Bruder.
Sein Grossvater war der Maler Jean Abraham Lissignol (1749–1819).
1853 heiratete er Marie-Suzanne, die Tochter des Kaufmanns Ami Benjamin Dubied.
Er machte die Stadt Genf testamentarisch zu seiner Alleinerbin und vererbte ihr 60.000 Schweizer Franken für die Gründung eines nach ihm benannten Stipendiums zur Förderung der bildenden Künste; unter anderem wurde die Objektkünstlerin Carmen Perrin mehrfach mit dem Stipendium ausgezeichnet. Darüber hinaus schenkte er der Stadt Genf eine Reihe von Gemälden, darunter Porträts von Jean-Pierre Saint-Ours, Firmin Massot und Jean-Léonard Lugardon.

### Werdegang
Théodore Lissignol besuchte von 1835 bis 1838 das Collège Calvin und immatrikulierte sich 1838 an der Akademie Genf (siehe Universität Genf) zu einem Studium der Naturwissenschaften, dass er 1841 beendete. Von 1848 bis 1849 studierte er dort noch Rechtswissenschaften.
Er war als Vermessungstechniker tätig, bevor er von 1849 bis 1854 provisorischer Direktor des Katasterbüros wurde.
1853 verfasste er für den Kanton Genf eine Studie zur Anwendung des Bundesgesetzes von 1850 über die Grundenteignung für den Bau von Bahnlinien (Bundesgesetz über die Verbindlichkeit zur Abtretung von Privatrechten; seit 1930 Bundesgesetz über die Enteignung).
Von 1860 bis 1884 war er Inspektor der Allgemeinen Gesellschaft zur Beförderung der Entwicklung der Industrie und des Handels in Paris.
In der Schweizer Armee diente er als Bataillonskommandant der Miliz und war seit 1853 Oberstleutnant. 1855 gehörte er der Kommission an, die sich mit der Prüfung des neu anzuschaffenden Jägergewehrs befasste.
1862 beendete er seinen Wehrdienst.

### Politisches und gesellschaftliches Wirken
Théodore Lissignol war in der Zeit von 1850 bis 1852 anfangs freisinniger und später dann unabhängiger Genfer Grossrat sowie vom 4. Dezember 1854 bis zum 1. Oktober 1855 Ständerat. Im Ständerat war er Angehöriger der Kommission über das Telegrafengesetz.
1854 präsidierte er die turbulenten Nationalratswahlen; wurde hierbei von der Menge mit dem Tod bedroht und musste von der Peterskirche in das Rathaus flüchten.

## Mitgliedschaften
Théodore Lissignol war von 1849 bis 1851 Mitglied im Zentralkomitee des Schweizerischen Schützenvereins (siehe Schweizer Schiesssportverband).

## Ehrungen und Auszeichnungen

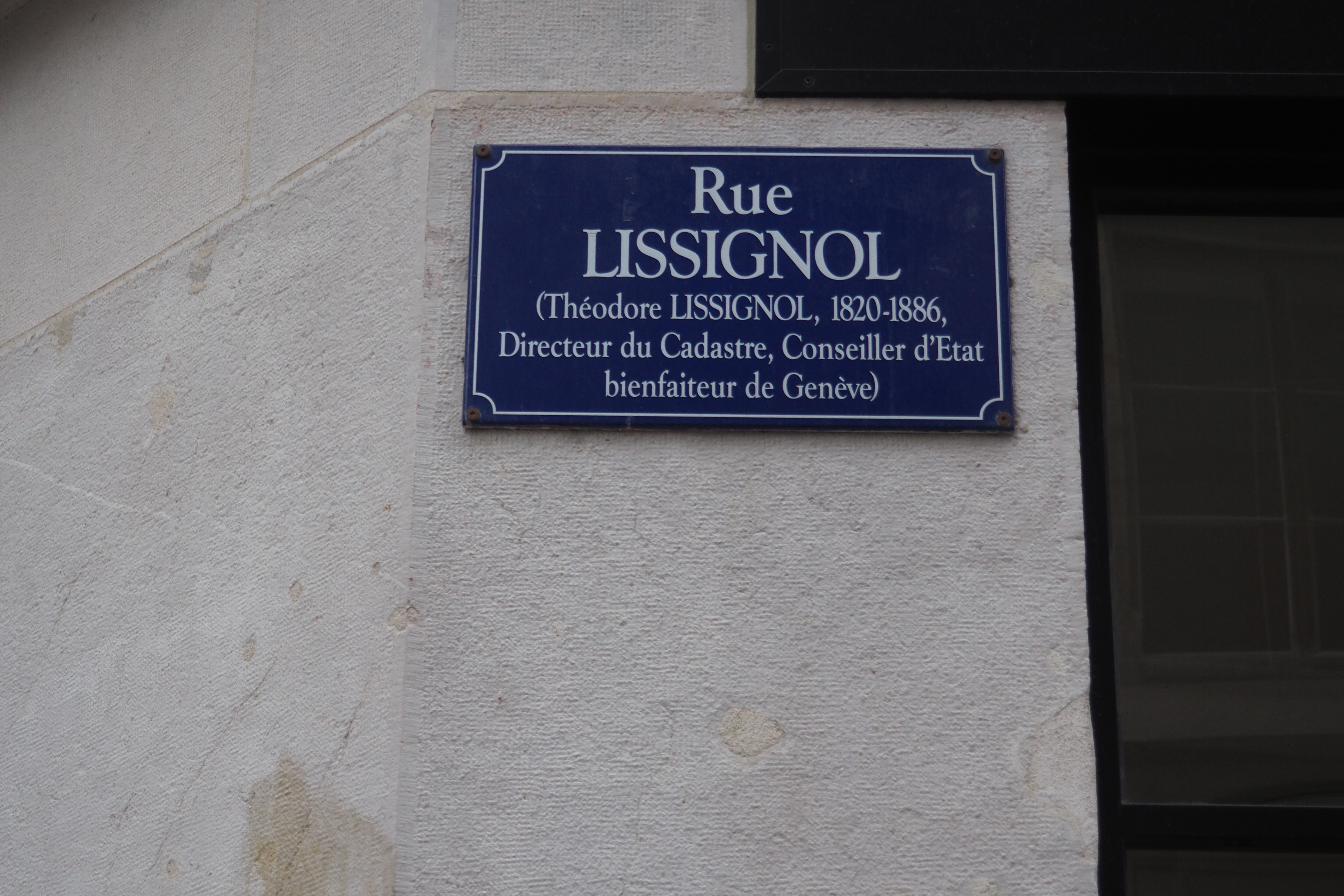
Rue Lissignol im Stadtteil Saint-Gervais in Genf

In Genf wurde die rue Lissignol nach Théodore Lissignol benannt.